# Eerste klasse B 2019-20 (voetbal België)
Het seizoen 2019/20 van de Eerste klasse B ging van start in augustus 2019 en eindigde in augustus 2020. De competitieklasse omvatte acht clubs. De competitie bestond uit twee periodes met heen- en terugwedstrijden. De winnaars van beide plaatsten zich voor twee testwedstrijden om de kampioen te bepalen. Door de uitbraak van het SARS-2 Coronavirus in België werd de afloop van de competitie verstoord. De terugwedstrijd van de promotiefinales werd uitgesteld tot begin augustus.

## Naamswijzigingen
- KFCO Beerschot-Wilrijk wijzigde zijn naam in K. Beerschot VA.

## Gedegradeerde team
Dit team degradeerde in 2019 uit de Eerste klasse A:
- KSC Lokeren (16e)

## Gepromoveerde teams
Dit team promoveerde voor aanvang van het seizoen uit de Eerste klasse amateurs:
- Excelsior Virton (kampioen)

## Promoverende teams
Deze teams promoveerden na afloop van het seizoen naar de Eerste klasse A:
- Beerschot VA (kampioen)
- Oud-Heverlee Leuven (verliezend finalist promotiefinale)

## Degraderende teams
Volgend team degradeerde na afloop van het seizoen naar de Eerste nationale, maar verdween voor de start van het seizoen door faillissement:
- KSV Roeselare (geen proflicentie)[2]

Volgend team degradeerde na afloop van het seizoen naar de Tweede afdeling:
- Excelsior Virton (geen licentie)[3]

Volgend team verdween door faillissement:
- KSC Lokeren [4]

## Clubs
Acht clubs spelen in 2019-20 in Eerste klasse B. Zes clubs komen uit Vlaanderen, één uit Brussel en één uit Wallonië. 

Uitgesplitst in provincies komen twee clubs uit Antwerpen en komt telkens één club uit de provincies West-Vlaanderen, Oost-Vlaanderen, Limburg, Vlaams-Brabant, Luxemburg en het Brussels Hoofdstedelijk Gewest.
| Nr. kaart | Stam- nummer | Club                | Plaats    | # seiz. 1B |
| --------- | ------------ | ------------------- | --------- | ---------- |
| 1         | 10           | Union Sint-Gillis   | Vorst     | 4          |
| 2         | 13           | Beerschot VA        | Antwerpen | 3          |
| 3         | 18           | Oud-Heverlee Leuven | Leuven    | 4          |
| 4         | 134          | KSV Roeselare       | Roeselare | 4          |
| 5         | 200          | Excelsior Virton    | Virton    | 1          |
| 6         | 282          | KSC Lokeren         | Lokeren   | 1          |
| 7         | 2024         | KVC Westerlo        | Westerlo  | 3          |
| 8         | 2554         | Lommel SK           | Lommel    | 3          |

### Personen en sponsors
| Stamnummer | Club                | Plaats    | Stadion                         | Capac. | Trainer             | Vorige trainers seizoen 2019/20 | Kledingsponsor | Shirtsponsor         |
| ---------- | ------------------- | --------- | ------------------------------- | ------ | ------------------- | ------------------------------- | -------------- | -------------------- |
| 10         | Union Sint-Gillis   | Vorst     | Joseph Marienstadion            | 8.000  | Thomas Christiansen |                                 | Patrick        | Culture et Formation |
| 13         | Beerschot VA        | Antwerpen | Olympisch Stadion               | 12.771 | Hernán Losada       | Stijn Vreven                    | Joma           | DCA                  |
| 18         | Oud-Heverlee Leuven | Leuven    | King Power at Den Dreef Stadion | 10.020 | Marc Brys           | Vincent Euvrard                 | Adidas         | King Power           |
| 134        | KSV Roeselare       | Roeselare | Schiervelde                     | 8.369  | Christophe Gamel    | Arnar Grétarsson                | Joma           | Euro Shop            |
| 200        | Excelsior Virton    | Virton    | Yvan Georgesstadion             | 4.599  | Christian Bracconi  | Dino Toppmöller                 | JAKO           | Dovit                |
| 282        | KSC Lokeren         | Lokeren   | Daknamstadion                   | 12.000 | Stijn Vreven        | Glen De Boeck                   | Beltona        | Q Team               |
| 2024       | KVC Westerlo        | Westerlo  | 't Kuipje                       | 8.035  | Bob Peeters         |                                 | Saller         | Soudal               |
| 2554       | Lommel SK           | Lommel    | Soevereinstadion                | 8.000  | Peter Maes          | Stefán Gíslason                 | Legea          | United Telecom       |

## Uitslagen en rangschikkingen

### Periodekampioenschappen

#### Periode 1
Uitslagen
| Thuis \ Uit         | BEE | LOK | LOM | OHL | ROE | USG | VIR | WES |
| ------------------- | --- | --- | --- | --- | --- | --- | --- | --- |
| Beerschot VA        |     | 1–0 | 2–0 | 1–2 | 2–1 | 1–0 | 2–1 | 1–2 |
| KSC Lokeren         | 2–1 |     | 0–0 | 0–2 | 2–0 | 1–1 | 1–3 | 1–1 |
| Lommel SK           | 1–0 | 1–1 |     | 0–2 | 2–1 | 2–2 | 0–3 | 0–2 |
| Oud-Heverlee Leuven | 3–0 | 2–3 | 1–0 |     | 4–0 | 0–0 | 1–0 | 2–1 |
| KSV Roeselare       | 1–1 | 2–1 | 1–1 | 3–1 |     | 3–0 | 0–5 | 0–2 |
| Union Sint-Gillis   | 1–1 | 3–1 | 2–1 | 1–1 | 3–0 |     | 2–1 | 0–2 |
| Excelsior Virton    | 3–0 | 4–0 | 1–0 | 0–1 | 3–2 | 0–1 |     | 1–0 |
| KVC Westerlo        | 2–0 | 2–0 | 1–1 | 1–0 | 4–1 | 1–2 | 0–1 |     |

Rangschikking
| Pos | Team                | Wed | W | G | V | Ptn | DV | DT | +/− |                 |
| --- | ------------------- | --- | - | - | - | --- | -- | -- | --- | --------------- |
| 1   | Oud-Heverlee Leuven | 14  | 9 | 2 | 3 | 29  | 22 | 10 | +12 | Periodekampioen |
| 2   | Excelsior Virton    | 14  | 9 | 0 | 5 | 27  | 26 | 10 | +16 |                 |
| 3   | KVC Westerlo        | 14  | 8 | 2 | 4 | 26  | 21 | 10 | +11 |                 |
| 4   | Union Sint-Gillis   | 14  | 6 | 5 | 3 | 23  | 18 | 15 | +3  |                 |
| 5   | Beerschot VA        | 14  | 5 | 2 | 7 | 17  | 13 | 19 | −6  |                 |
| 6   | KSC Lokeren         | 14  | 3 | 4 | 7 | 13  | 13 | 23 | −10 |                 |
| 7   | KSV Roeselare       | 14  | 3 | 2 | 9 | 11  | 15 | 31 | −16 |                 |
| 8   | Lommel SK           | 14  | 2 | 5 | 7 | 11  | 9  | 19 | −10 |                 |

Leidersplaats eerste periode per speeldag

#### Periode 2
Uitslagen
| Thuis \ Uit         | BEE   | LOK | LOM | OHL | ROE | USG | VIR | WES |
| ------------------- | ----- | --- | --- | --- | --- | --- | --- | --- |
| Beerschot VA        |       | 1–1 | 2–1 | 2–1 | 1–1 | 1–1 | 1–1 | 1–0 |
| KSC Lokeren         | 0–2   |     | 0–1 | 1–1 | 1–3 | 0–2 | 0–2 | 0–4 |
| Lommel SK           | 1–0   | 1–0 |     | 3–2 | 0–0 | 0–0 | 0–0 | 0–1 |
| Oud-Heverlee Leuven | 0–3   | 2–1 | 3–0 |     | 2–1 | 3–5 | 0–2 | 1–3 |
| KSV Roeselare       | 1–1   | 2–2 | 3–1 | 2–2 |     | 1–1 | 0–2 | 3–5 |
| Union Sint-Gillis   | 0–2   | 1–1 | 2–2 | 2–3 | 3–3 |     | 2–0 | 3–1 |
| Excelsior Virton    | forf. | 1–2 | 3–1 | 4–1 | 1–1 | 0–0 |     | 1–1 |
| KVC Westerlo        | 0–1   | 3–2 | 2–1 | 1–2 | 1–1 | 0–3 | 2–1 |     |

1. ↑  De wedstrijd R. Excelsior Virton - K. Beerschot VA werd nietig verklaard na een klacht in verband met een scheidsrechterlijke dwaling bij het doelpunt van Virton en het resultaat werd bijgevolg geschrapt waardoor de wedstrijd moet worden herspeeld.[8][9] De wedstrijd zou op 26 juli worden herspeeld, maar beide clubs gaven forfait voor de wedstrijd.[10][11]

Rangschikking
| Pos | Team                | Wed | W | G | V | Ptn | DV | DT | +/− |                 |
| --- | ------------------- | --- | - | - | - | --- | -- | -- | --- | --------------- |
| 1   | Beerschot VA        | 14  | 7 | 5 | 2 | 26  | 18 | 13 | +5  | Periodekampioen |
| 2   | KVC Westerlo        | 14  | 7 | 2 | 5 | 23  | 24 | 20 | +4  |                 |
| 3   | Union Sint-Gillis   | 14  | 5 | 7 | 2 | 22  | 25 | 17 | +8  |                 |
| 4   | Excelsior Virton    | 14  | 5 | 5 | 4 | 20  | 18 | 16 | +2  |                 |
| 5   | Oud-Heverlee Leuven | 14  | 5 | 2 | 7 | 17  | 23 | 30 | −7  |                 |
| 6   | Lommel SK           | 14  | 4 | 4 | 6 | 16  | 12 | 18 | −6  |                 |
| 7   | KSV Roeselare       | 14  | 2 | 9 | 3 | 15  | 22 | 23 | −1  |                 |
| 8   | KSC Lokeren         | 14  | 1 | 4 | 9 | 7   | 11 | 26 | −15 |                 |

Leidersplaats tweede periode per speeldag

### Eindrangschikking
Behalve de twee periodes had ook het eindrangschikking een belangrijke rol in deze competitie. De zes hoogstgeplaatste ploegen (kampioen inbegrepen) waren in principe geplaatst voor play-off 2 met ploegen 7 tot 16 uit Eerste klasse A, maar deze competitiefase moest worden geschrapt door de uitbraak van het SARS-2 Coronavirus in België. De twee ploegen die het laagste eindigen (kampioen niet inbegrepen) moesten normaal gezien play-off 3 spelen om het behoud maar deze eindronde verviel omdat beide deelnemers door financiële problemen in het volgende seizoen niet in 1B kunnen aantreden en verdwenen of automatisch degradeerden naar de Eerste klasse amateurs.

| Pos | Team                | Wed | W  | G  | V  | Ptn | DV | DT | +/− |      |
| --- | ------------------- | --- | -- | -- | -- | --- | -- | -- | --- | ---- |
| 1   | KVC Westerlo        | 28  | 15 | 4  | 9  | 49  | 45 | 30 | +15 |      |
| 2   | Excelsior Virton    | 28  | 14 | 5  | 9  | 47  | 44 | 26 | +18 |      |
| 3   | Oud-Heverlee Leuven | 28  | 14 | 4  | 10 | 46  | 45 | 40 | +5  | P    |
| 4   | Union Sint-Gillis   | 28  | 11 | 12 | 5  | 45  | 43 | 32 | +11 |      |
| 5   | Beerschot VA        | 28  | 12 | 7  | 9  | 43  | 31 | 32 | −1  | P    |
| 6   | Lommel SK           | 28  | 6  | 9  | 13 | 27  | 21 | 37 | −16 |      |
| 7   | KSV Roeselare       | 28  | 5  | 11 | 12 | 26  | 37 | 54 | −17 | PO 3 |
| 8   | KSC Lokeren         | 28  | 4  | 8  | 16 | 20  | 24 | 49 | −25 | PO 3 |

P: Periodewinnaars + promotie

### Titelwedstrijden
De twee periodewinnaars spelen heen en terug om de kampioen van Eerste klasse B te bepalen. De eerste wedstrijd wordt gespeeld op het terrein van de ploeg die het laagste geëindigd is in de eindrangschikking. Dit was Beerschot. Door de uitbraak van het Coronavirus in België werd de terugwedstrijd echter uitgesteld tot begin augustus.
|                    |                 |       |                     |                                                                                     |
| 8 maart 2020 16:00 | K. Beerschot VA | 1 – 0 | Oud-Heverlee Leuven | Olympisch Stadion, Antwerpen Toeschouwers: 11.452 Scheidsrechter: Alexandre Boucaut |
| 8 maart 2020 16:00 | Tissoudali 23'  |       |                     | Olympisch Stadion, Antwerpen Toeschouwers: 11.452 Scheidsrechter: Alexandre Boucaut |

|                             |                     |                    |                                                                |                                                                                           |
| 2 augustus 2020(1)(2) 19:00 | Oud-Heverlee Leuven | 1 – 4 (1 – 5 agg.) | K. Beerschot VA                                                | King Power at Den Dreef Stadion, Heverlee Toeschouwers: 0 Scheidsrechter: Lawrence Visser |
| 2 augustus 2020(1)(2) 19:00 | Perbet 79'          |                    | 43' (e.d.) Schuermans 52' Tissoudali 62' Noubissi 90+4' Placca | King Power at Den Dreef Stadion, Heverlee Toeschouwers: 0 Scheidsrechter: Lawrence Visser |

(1): Deze wedstrijd stond oorspronkelijk gepland op 14 maart, maar werd uitgesteld omwille van de uitbraak van het Coronavirus in België.

(2): Na overleg tussen de Pro League, de clubs en de lokale overheden werd beslist dat de terugwedstrijd van de promotiefinale op 2 augustus afgewerkt zal kunnen worden in Leuven.

### Play-off 3
Voor dit seizoen was voorzien dat de twee laagst gerangschikte ploegen uit het algemene klassement zouden deelnemen (kampioen uitgezonderd). Beide teams zouden het tegen elkaar opnemen in maximaal vijf duels. De voorlaatste zou daarbij met een bonus van 3 punten Play-off 3 aanvangen. De ploeg die laatste eindigt in dit klassement zou naar Eerste klasse amateurs degraderen. De geplande deelnemers waren KSV Roeselare en KSC Lokeren. Lokeren moest echter na aanslepende financiële problemen het faillissement aanvragen en Roeselare kreeg geen licentie om in de eerste klasse B te kunnen blijven aantreden tijdens het seizoen 2020-2021. Beide ploegen degradeerden of verdwenen dus wegens extra-sportieve redenen en bijgevolg verviel play-off 3 volledig.

## Topschutter
| Nr. | Speler           | Club                | D  | W  | GPW  |
| --- | ---------------- | ------------------- | -- | -- | ---- |
| 1.  | Thomas Henry     | Oud-Heverlee Leuven | 15 | 25 | 0,60 |
| 2.  | Kurt Abrahams    | KVC Westerlo        | 10 | 28 | 0,36 |
| 3.  | Christian Brüls  | KVC Westerlo        | 10 | 28 | 0,36 |
| 4.  | Mathieu Maertens | Oud-Heverlee Leuven | 8  | 26 | 0,31 |
| 5.  | Serge Tabekou    | Union Sint-Gillis   | 8  | 26 | 0,31 |

Bij een gelijk aantal doelpunten wordt er rekening gehouden met het aantal doelpunten in uitwedstrijden, het aantal speelminuten, het aantal assists en het aantal doelpunten zonder de strafschoppen. Bron: 

## Trainerswissels
| Trainer          | Datum                        | Club                | Reden voor ontslag of vertrek           | Positie | Opvolger            | Datum aanstellen opvolger |
| ---------------- | ---------------------------- | ------------------- | --------------------------------------- | ------- | ------------------- | ------------------------- |
| Samuel Petit     | Voor aanvang seizoen 2019/20 | Excelsior Virton    | Werd terug assistent                    | -       | Dino Toppmöller     | 31 mei 2019               |
| Tom Van Imschoot | Voor aanvang seizoen 2019/20 | Lommel SK           | Werd assistent bij KRC Genk             | -       | Stefán Gíslason     | 27 juni 2019              |
| Luka Elsner      | Voor aanvang seizoen 2019/20 | Union Sint-Gillis   | Overstap naar Amiens SC                 | -       | Thomas Christiansen | 1 juli 2019               |
| Juan Gutiérrez   | Voor aanvang seizoen 2019/20 | KSV Roeselare       | Einde contract                          | -       | Arnar Grétarsson    | 31 juli 2019              |
| Stijn Vreven     | 9 oktober 2019               | Beerschot VA        | Teleurstellende resultaten              | 5e      | Hernán Losada       | 9 oktober 2019            |
| Stefán Gíslason  | 17 oktober 2019              | Lommel SK           | Teleurstellende resultaten              | 7e      | Peter Maes          | 17 oktober 2019           |
| Glen De Boeck    | 17 november 2019             | KSC Lokeren         | Teleurstellende resultaten              | 7e      | Stijn Vreven        | 19 november 2019          |
| Arnar Grétarsson | 27 november 2019             | KSV Roeselare       | Teleurstellende resultaten              | 8e      | Christophe Gamel    | 27 november 2019          |
| Dino Toppmöller  | 2 december 2019              | Excelsior Virton    | Onenigheden                             | 3e      | Christian Bracconi  | 5 december 2019           |
| Vincent Euvrard  | 9 juni 2020                  | Oud-Heverlee Leuven | Teleurstellende resultaten in periode 2 | 5e      | Marc Brys           | 16 juni 2020              |

Nationaal voetbal · Regionaal voetbal · Provinciaal voetbal · KBVB · Nationaal voetbalelftal · Nationaal dameselftal
Belgisch nationaal voetbal
Eerste klasse A · Eerste klasse B · Eerste nationale · Beker van België · Belgische Supercup
Super League · Eerste klasse (vrouwen) · Tweede klasse (vrouwen) · Beker van België (vrouwen) · Belgische Supercup (vrouwen)
Belgisch regionaal voetbal
Tweede afdeling · Derde afdeling
2016/17 · 2017/18 · 2018/19 · 2019/20 · 2020/21 · 2021/22 · 2022/23 · 2023/24 · 2024/25